# Billboard 200
|                                                   | Dieser Artikel wurde unter Portal:Charts und Popmusik/Baustellen zur Verbesserung eingetragen. Hilf mit, ihn zu bearbeiten! |
| Vorlage:Portalhinweis/Wartung/Charts und Popmusik | |

Logo der Musikcharts

Billboard 200 bezeichnet die wichtigsten US-amerikanischen Charts für Musikalben. Sie werden von der Zeitschrift Billboard veröffentlicht und bieten jede Woche eine Übersicht über die 200 meistverkauften Alben des Abrechnungszeitraums in den Vereinigten Staaten.

## Berechnungsgrundlage
Die Billboard 200 basieren vor allem auf den Verkaufszahlen von Alben und EPs in den USA. Aber auch Downloadverkäufe und Streaming-Abrufe von einzelnen Titeln des Albums werden mit einbezogen.
Seit 2015 ist der New-Music-Freitag der bevorzugte Veröffentlichungstag für Neuerscheinungen. Für die Chartliste wird deshalb der Zeitraum von Freitag früh bis zum nächsten Donnerstag um Mitternacht ausgewertet. Billboard veröffentlicht diese Listen am Dienstag darauf online auf der offiziellen Website. Früher hat das länger gedauert, weil aber Billboard das Veröffentlichungsdatum nicht angepasst, sondern kontinuierlich fortgeschrieben hat, trägt die Ausgabe vom Dienstag das Datum vom Samstag der Veröffentlichungswoche.
Beispiel für die Charts mit Datum 17. Oktober:
Ausgewertete Woche: Freitag, der 2. Oktober – Donnerstag, der 8. Oktober
Veröffentlichung der Charts: Dienstag, der 13. Oktober
Ausgabedatum: Samstag, der 17. Oktober
Ein Album, das am 2. Oktober veröffentlicht wurde, kann also erstmals in den Billboard 200 mit Datum 17. Oktober erscheinen.
Die Zahlen werden von Nielsen SoundScan bei Händlern erhoben, die zusammen circa 90 % des amerikanischen Gesamtmarktes ausmachen.

## Geschichte
Billboard begann 1945 damit, eine Album-Hitparade zu veröffentlichen. Anfangs umfasste diese lediglich fünf Positionen und wurde nicht in wöchentlichem Rhythmus aktualisiert. 1955 wurde weitgehend ein zweiwöchentlicher Rhythmus eingehalten, in dem die 15 Plätze umfassende Liste von Best-Selling Popular Albums erschien. Die erste wöchentlich erscheinende Hitparade erschien am 24. März 1956 und wurde von Harry Belafontes Album Belafonte angeführt. 1956 wurde die Hitparade in Best-Selling Pop Albums und 1957 in Best-Selling Pop LPs umbenannt. In dieser Zeit schwankte die Länge der Alben-Hitparade, überschritt aber niemals die Länge von 50 Plätzen.
Ab Ende 1959 gab es zwei verschiedene Listen für Mono- und Stereo-Veröffentlichungen mit 150 bzw. 50 Plätzen, die 1963 in einer 150 Positionen umfassenden Gesamtliste zusammengefasst wurden. Im April 1967 wurde die Liste um 25 Plätze und im Mai desselben Jahres um weitere 25 Plätze erweitert, womit die heutige Länge erreicht war. Andy Williams’ Days of Wine and Roses war das erste Nummer-eins-Album der Billboard 200.
Bis 1991 entstanden die Charts durch Händlerbefragungen. Seit 26. Mai 1991 werden die Verkaufsdaten direkt von Nielsen SoundScan ermittelt und zusammengefasst. Allerdings wurden ab diesem Zeitpunkt nur noch Neuveröffentlichungen in den offiziellen Charts geführt. Alben, deren Veröffentlichung länger als 18 Monate zurücklag, wurden in die neu geschaffenen Catalog Charts übernommen, sobald sie die Top 100 verlassen hatten und kein Albumsong mehr in einer der Airplay-Hitparaden geführt wurde.
Im Jahr 2009 führte die Regelung dazu, dass nach dem Tod von Michael Jackson und kurz darauf nach der Wiederveröffentlichung der Beatles-Alben in digital überarbeiteter Form die Alben dieser Interpreten zwar sehr stark nachgefragt wurden und zu den meistverkauften Alben zählten, aber nicht in den offiziellen Charts erschienen. Deshalb entschloss man sich bei Billboard, die Trennung aufzuheben. Seit 22. November 2009 werden in den Billboard 200 alle Alben gelistet, die im Erfassungszeitraum verkauft worden sind, unabhängig vom Veröffentlichungszeitpunkt.
Wegen der Änderung der Konsumgewohnheiten durch den technischen Wandel wurde 2014 eine grundlegende Änderung eingeführt. Zum einen boten Online-Musikdienste neben dem Download kompletter Alben auch die Möglichkeit des Downloads jedes einzelnen Albumtitels und nicht nur ausgewählter Single-Titel. Zum anderen wählten viele Musikhörer als Alternative zum Erwerb der Musik den Abruf bei verschiedenen Musikstreaming-Plattformen. Bereits im März 2013 war das Streaming auch bei den Billboard Hot 100 berücksichtigt worden, eineinhalb Jahre später wurden Streamingabrufe auch in die Wertung der Alben einberechnet. 1500 Liedabrufe bei einem der großen Abonnement-Anbieter wie Spotify, Google Play oder Xbox Music entsprechen demnach einem Albumverkauf. Auch Einzeltitelverkäufe wurden berücksichtigt, und zwar werden hier zehn Lieddownloads wie ein Albumdownload gewertet. Die offiziellen Billboard 200 wurden mit der Ausgabe vom 13. Dezember 2014 erstmals nach den neuen Kriterien ermittelt. Die Auswertung nach der bis dahin gültigen Systematik wurde unter dem Namen Top Album Sales als zusätzliche Chartliste weitergeführt.

## Chartsrekorde

### Künstler

#### Top-Ten-Alben
1. The Rolling Stones (36)
2. Frank Sinatra (32)
3. The Beatles (31)
4. Barbra Streisand (29)
5. Elvis Presley (27)

#### Nummer-eins-Alben
1. The Beatles (20)
2. Jay-Z (13)
3. Elvis Presley und Bruce Springsteen (10)
5. The Rolling Stones und Barbra Streisand (9)

#### Wochen auf Platz eins
1. The Beatles (132)
2. Elvis Presley (67)
3. Taylor Swift (53)
4. Garth Brooks (52)

### Alben

#### Wochen auf Platz eins
1. Soundtrack – West Side Story (1961/62) (54 Wochen)
2. Michael Jackson – Thriller (1983/84) (38 Wochen)
3. Harry Belafonte – Calypso (1956) (31 Wochen)

Soundtrack – South Pacific (1958) (31 Wochen)
Fleetwood Mac – Rumours (1977) (31 Wochen)

#### Wochen in den Billboard 200
1. Pink Floyd – The Dark Side of the Moon (990 Wochen)[7]
2. Bob Marley and The Wailers – Legend (900 Wochen)*
3. Journey – Greatest Hits (870 Wochen)*
4. Metallica – Metallica (802 Wochen)*
5. Creedence Clearwater Revival – Chronicle – The 20 Greatest Hits (759 Wochen)*
6. Eminem – Curtain Call: The Hits (749 Wochen)*
7. Bruno Mars – Doo-Wops & Hooligans (741 Wochen)*
8. Guns n’ Roses – Greatest Hits (737 Wochen)*
9. Nirvana – Nevermind (735 Wochen)*
10. Michael Jackson – Thriller (691 Wochen)*
11. Kendrick Lamar – Good Kid, M.A.A.D City (668 Wochen)*
12. Queen – Greatest Hits (660 Wochen)*
13. Drake – Take Care (650 Wochen)*
14. Fleetwood Mac – Rumours (646 Wochen)*
15. AC/DC – Back in Black (644 Wochen)
16. Tom Petty & the Heartbreakers – Greatest Hits (631 Wochen)*
17. Adele – 21 (617 Wochen)
18. Lana del Rey – Born to Die (601 Wochen)*
19. Tupac Shakur (2Pac) – Greatest Hits (587 Wochen)*
20. Bob Seger & The Silver Bullet Band – Greatest Hits (580 Wochen)*
21. J. Cole – 2014 Forest Hills Drive (558 Wochen)*

(*) in den aktuellen Billboard 200
mindestens 10 Jahre (implizit seit Veröffentlichung) in den
aktuellen Billboard 200 sind:
- Taylor Swift - 1989 (Taylor-Swift-Album) (530 Wochen)*
- Michael Jackson - The Essential Michael Jackson (529 Wochen)*